# Berhane Asfaw

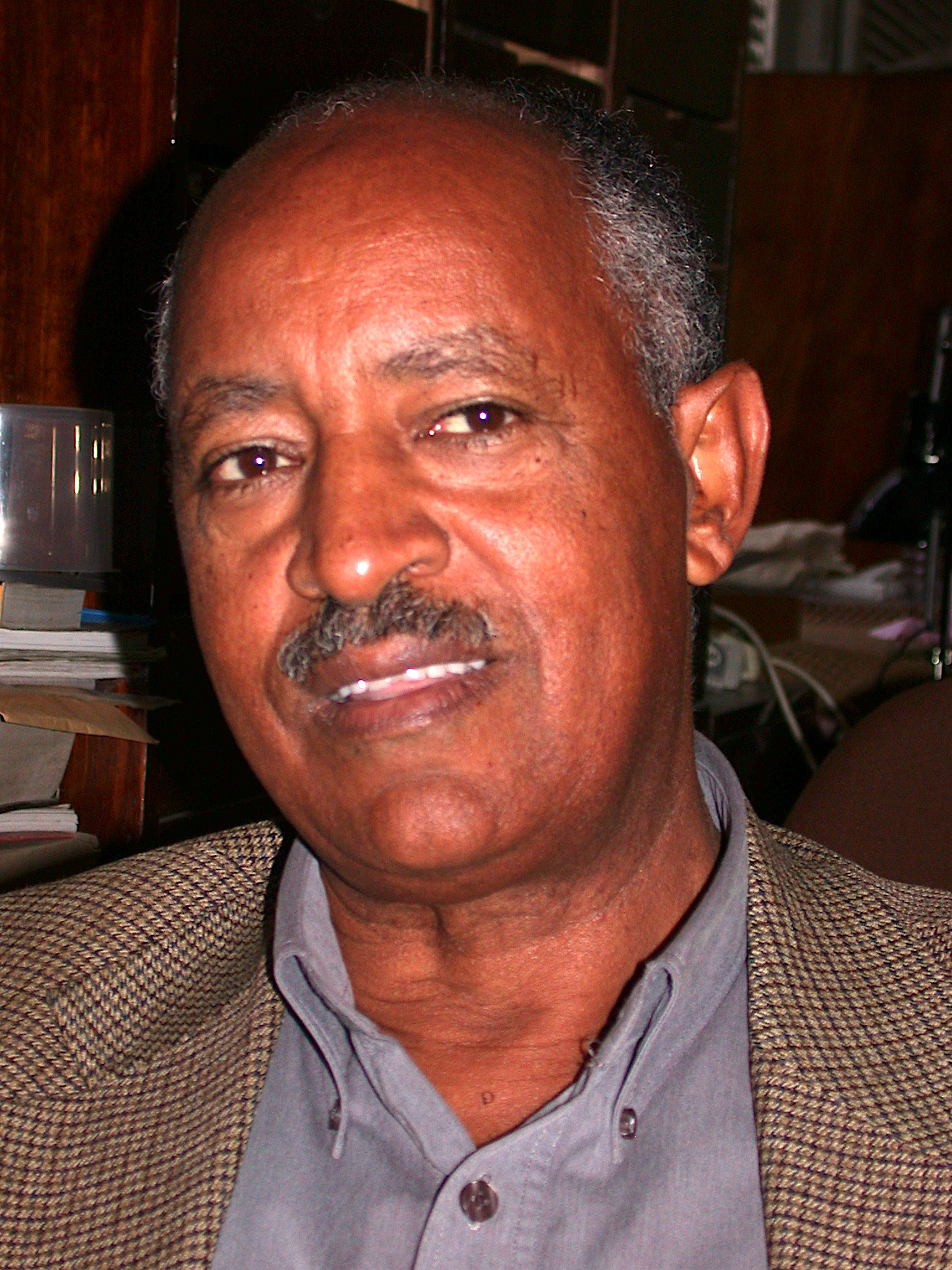
Berhane Asfaw, 2007

Berhane Asfaw (amharisch በርሃነ አስፋው; * 22. August 1954 bei Gonder, Äthiopien) ist ein äthiopischer Paläoanthropologe. Er wurde in Fachkreisen bekannt durch mehrere Funde von frühen Vormenschen. Berhane Asfaw erforscht vor allem die Fossilienfundstätten östlich und westlich des Awash im Afar-Dreieck und war Autor der Erstbeschreibung der von ihm benannten Art Australopithecus garhi. Ferner war er Co-Autor der Erstbeschreibung von Chororapithecus abyssinicus und Ardipithecus ramidus.

## Werdegang
Berhane Asfaw studierte zunächst Geologie an der Addis-Abeba-Universität, wo er 1980 den Bachelor-Grad erwarb. Parallel zu seinem Studium unterrichtete er 1976/77 Chemie und Physik an einer High School in Gonder und war danach bis 1980 auch für die dem Kulturministerium zugehörige äthiopische Antiquitätenbehörde tätig. Danach setzte er dank eines Stipendiums der Leakey Foundation sein Studium an der University of California, Berkeley fort, das er 1983 mit dem Magister-Grad im Fach Anthropologie abschloss. 1988 war er der erste Äthiopier, der – gleichfalls in Berkeley, bei John Desmond Clark und Tim White – einen Doktorgrad im Fach Anthropologie verliehen bekam.
1988 kehrte Berhane Asfaw nach Äthiopien zurück und erhielt dort aufgrund einer Ausnahmegenehmigung die Erlaubnis der äthiopischen Regierung, neue, aussichtsreiche paläoanthropologische Grabungsstätten zu erkunden; 1982 hatte die Regierung ein Moratorium verkündet, das dem Schutz des kulturellen Erbes Äthiopiens dienen sollte und daher alle zuvor erteilten Grabungsgenehmigungen für ausländische Paläoanthropologen ausgesetzt. Von 1990 bis 1992 war Asfaw Direktor des äthiopischen Nationalmuseums, in dem unter anderem Lucy verwahrt wird.
1994/95 lehrte Asfaw als Gastprofessor Anthropologie an der Rutgers University, seit 1997 leitet er den privatwirtschaftlichen Rift Valley Research Service in Addis Abeba und ist Co-Direktor des Middle Awash Research Projects, das 1981 von John Desmond Clark gegründet worden war und seit 1990 von Tim White geleitet wird.
2008 wurde Asfaw in die National Academy of Sciences gewählt.

## Forschungsarbeiten
Berhane Asfaw arbeitet als Experte für Paläoanthropologie im Middle Awash Research Project mit und unterstützt die Ausgrabungen am Mittleren Awash zugleich durch den Rift Valley Research Service logistisch. Seit 1988 sorgte er dafür, dass rund ein Dutzend seiner Landsleute im Ausland Anthropologie studieren konnte.
Über Fachkreise hinaus wurde Asfaw bekannt, nachdem er 1999 die Erstbeschreibung einer neu entdeckten Australopithecus-Art publiziert hatte. Das Typusexemplar von Australopithecus garhi ist ein fragmentarisch erhaltener Schädel mit der Inventarnummer BOU-VP-12/130, der am 20. November 1997 von Yohannes Haile-Selassie in der Afar-Region, westlich des heutigen Awash am östlichen Rand der Halbinsel Bouri, entdeckt wurde. Erhalten sind große Teile von Stirnbein und Scheitelbein sowie der Oberkiefer mit fast kompletter Bezahnung. Aufbewahrt wird das Typusexemplar im Nationalmuseum von Äthiopien in Addis Abeba.
Bereits 1994 war er Co-Autor der Erstbeschreibung von Ardipithecus ramidus gewesen, eines Menschenaffen aus Äthiopien, der als eines der ältesten bekannten Fossilien in der Entwicklungslinie der Hominini gilt. Es wird angenommen, dass Ardipithecus ramidus zu den direkten Vorfahren der Gattung Homo gehört oder ihr zumindest sehr nahesteht.
2002 lieferte Asfaw anhand eines von ihm entdeckten, gut erhaltenen Schädels neue Anhaltspunkte dafür, dass Homo erectus zu Recht als Vorfahre von Homo sapiens angesehen wird. 2007 war er Co-Autor der Erstbeschreibung von Chororapithecus abyssinicus, der als ältester derzeit bekannter Vorfahre der Gorillas gilt.
Das größte Aufsehen erregte Berhane Asfaw international aber 2003, als er gemeinsam mit Tim White, Francis Clark Howell und anderen den Fund der bisher ältesten Überreste des modernen Menschen bekanntgab. Die gut erhaltenen Schädelknochen von drei Individuen waren im Bereich der Fundstelle Herto, nahe der gleichnamigen äthiopischen Ortschaft, gefunden und der neuen Unterart Homo sapiens idaltu zugeordnet worden; ihr Alter wurde auf 160.000 bis 154.000 Jahre datiert. Ihrem Bericht in der Fachzeitschrift Nature zufolge wiesen die drei Schädel Kratzspuren von Steinwerkzeugen auf, was auf einen Totenkult hinweisen könne. Sie wurden zugleich als weiterer Beleg dafür gedeutet, dass die Wiege der Menschheit in Afrika stand.

## Belege
1. ↑  Ann Gibbons: Africans begin to make their mark in human-origin research. In: Science. Band 301, Nr. 5637, 2003, S. 1178–1179, doi:10.1126/science.301.5637.1178.
2. ↑  Berhane Asfaw u. a.: Remains of Homo erectus from Bouri, Middle Awash, Ethiopia. In: Nature. Band 416, 2002, S. 317–320, doi:10.1038/416317a.
Fossil indicates Home erectus single species 1 million years ago. berkeley.edu, abgerufen am 3. Juni 2012 (englisch). und Wir sind alle Afrikaner. netzeitung.de, 12. Juni 2003, archiviert vom Original am 21. Mai 2007; abgerufen am 3. Juni 2012.
3. ↑  Tim D. White, Berhane Asfaw, David DeGusta, Henry Gilbert, Gary D. Richards, Gen Suwa, F. Clark Howell: Pleistocene Homo sapiens from Middle Awash, Ethiopia. Nature 423, 2003, S. 742–747, doi:10.1038/nature01669.
4. ↑  John Desmond Clark u. a.: Stratigraphic, chronological and behavioural contexts of Pleistocene Homo sapiens from Middle Awash, Ethiopia. In: Nature. Band 423, 2003, S. 747–752, doi:10.1038/nature01670.

| Personendaten    | Personendaten                  |
| ---------------- | ------------------------------ |
| NAME             | Asfaw, Berhane                 |
| KURZBESCHREIBUNG | äthiopischer Paläoanthropologe |
| GEBURTSDATUM     | 22. August 1954                |
| GEBURTSORT       | Äthiopien                      |